# لاباب (آلاباما)
لاباب (به انگلیسی: Lubbub) یک منطقهٔ مسکونی در ایالات متحده آمریکا است که در شهرستان پیکنز، آلاباما واقع شده‌است. لاباب ۱۳۸٫۰۸ متر بالاتر از سطح دریا قرار دارد.